# Предпринимательское право
Предпринимательское право — комплексная интегрированная отрасль права, совокупность правовых норм, регулирующих на основе соединения частных и публичных интересов отношения в сфере организации, осуществления предпринимательской деятельности и руководства ею. 
Сторонники концепции утверждают, что самостоятельность данной отрасли обусловлена, как минимум, тремя факторами. 
Во-первых, предпринимательская деятельность как предмет регулирования имеет ряд специфических черт, отличающих её от иных сфер человеческой деятельности. 
Во-вторых, помимо частной сферы существует и будет существовать предпринимательская деятельность в государственном секторе экономики. Государственное предпринимательство требует особого правового регулирования, выходящего за традиционные рамки частного права. 
В-третьих, в современных условиях сформировалась специфическая форма взаимосвязи государства и рынка, при которой регулирование предпринимательской деятельности требует особых методов, нередко чуждых частному праву в связи с тем, что они основаны на публично-правовых, властных началах.

## Смежные правовые отрасли
- Гражданское право
- Корпоративное право
- Торговое право
- Правовое регулирование рынка ценных бумаг
- Энергетическое право
- Правовое регулирование несостоятельности (банкротства)
- Конкурентное (Антимонопольное) право
- Банковское право
- Транспортное право
- Правовое регулирование внешнеэкономической деятельности
- Правовое регулирование инвестиционной деятельности
- Правовое регулирование инновационной деятельности
- Правовое регулирование приватизации
- Правовое регулирование индивидуального предпринимательства
- Государственное регулирование в сфере предпринимательства
- Правовое регулирование предпринимательской деятельности в зарубежных странах

Кроме того, ряд исследователей относят к предпринимательскому праву также правовое регулирование страхования, правовое регулирование рынка аудиторских услуг, оценочной деятельности, правовое регулирование рекламного рынка, и др.